# الحزب الروسي في إستونيا
الحزب الروسي في إستونيا (بالإستونية: Vene Erakond Eestis)‏ كان حزبًا سياسيًا بسيطًا في إستونيا.

## التاريخ
تأسس الحزب في الأصل باسم الاتحاد الوطني الروسي، وهو حزب يمين الوسط، في عام 1920. حصل على 1% من الأصوات الوطنية في الانتخابات البرلمانية في ذلك العام، وفاز بمقعد واحد في ريجيكوغو.
بعد استعادة إستونيا لاستقلالها بعد سقوط الاتحاد السوفيتي، تم تأسيس الحزب الروسي لإستونيا في عام 1994 كخليفة قانوني للاتحاد الوطني الروسي. في انتخابات عام 1995، شكل الحزب تحالف «وطننا إستونيا» مع حزب الشعب الإستوني المتحد. فاز التحالف بستة مقاعد.
خاض الحزب وحده في انتخابات عام 1999، وحصل على 2% من الأصوات لكنه فشل في الفوز بمقعد. شهدت انتخابات عام 2003 انخفاض نصيب الحزب من الأصوات إلى 0.2% فقط حيث بقي دون تمثيل في ريجيكوغو. لقد حصل على 0.2% من الأصوات مرة أخرى في انتخابات 2007 و0.9% في انتخابات 2011، وقد فشل في الفوز بمقعد في كلتا المناسبتين.
في عام 2012 اندمج الحزب في الحزب الاجتماعي الديمقراطي.